# Angustopila dominikae
Espèce
Angustopila dominikae est une espèce d'escargots terrestres de la famille des Hypselostomatidae.

## Distribution
Cette espèce est endémique du Guangxi en Chine. Elle se rencontre dans une grotte du karst de Jiaole dans le xian autonome yao de Bama.

## Description

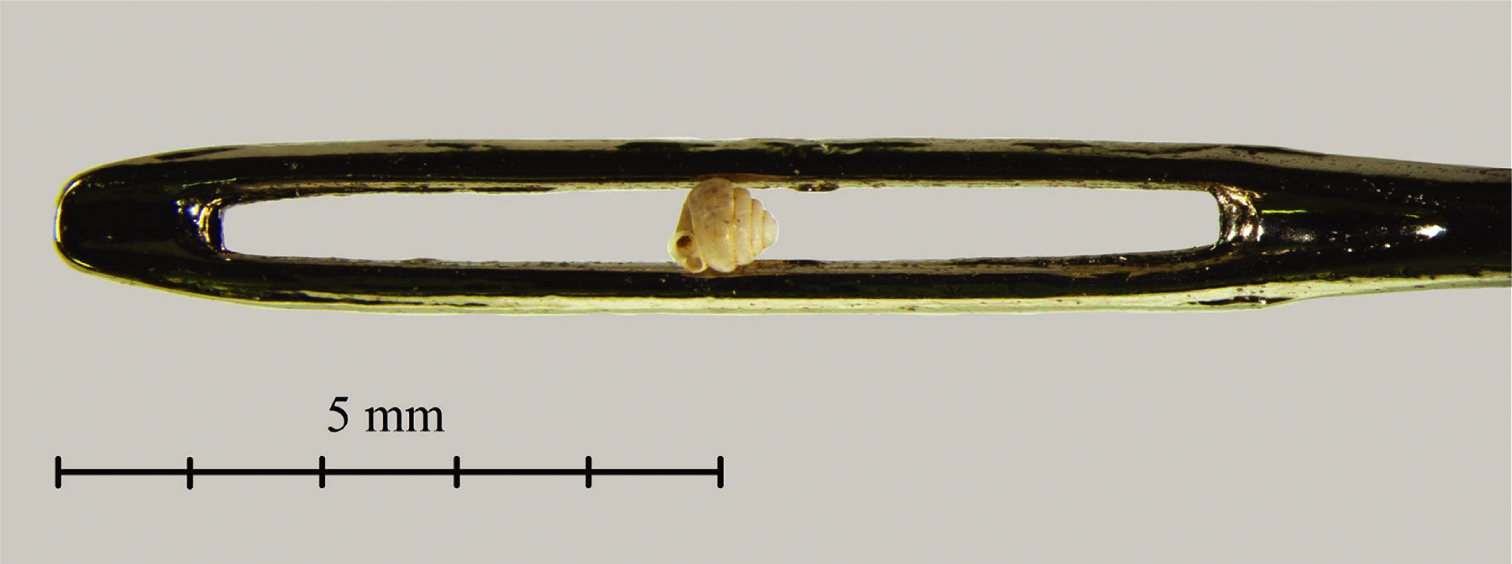
Angustopila dominikae dans le chas d'une aiguille

En 2015, il semblerait que ses membres soient les plus petits mollusques terrestres (la coquille de l'holotype mesure 0,86 mm de haut). Comme c'est le cas pour la plupart des membres du genre Angustopila, A. dominikae est une espèce troglobie, et montre un haut niveau d'endémisme.

## Étymologie
Cette espèce est nommée en l'honneur de Dominika Páll-Gergely, l'épouse de Barna Páll-Gergely.

## Publication originale
- Páll-Gergely, Hunyadi, Jochum, Asami, 2015 : Seven new hypselostomatid species from China, including some of the world’s smallest land snails (Gastropoda, Pulmonata, Orthurethra). ZooKeys, no 523, p. 31-62 (texte intégral).